# 现代途胜
現代Tucson（： Hyundai Tussan）是韓國現代汽車推出的一款SUV休旅車。自2004年起生產，此後分別在2010年、2015年與2020年重新設計。

## 概述
- 第一代Tucson於2002年正式上市
- 第二代Tucson IX於2009年上市。(有些地區車型為ix35)
- 第三代Tucson TL於2015年推出，2019款1.6T的油耗大概在8.4L/100公里。
- 第四代Tucson NX4於2020年推出。

## 第一代（JM；2004）
- 作為一款革命性車型，TUCSON憑藉引入多種新元素和技術革新，TUCSON從實用性、舒適性角度出發著重強調了整體車型的高品質與高性能，並將這種高品質和高性能表現在引擎動力、內外觀及空間設計、安全性等方面，形成兼具舒適感、動力性與完美實用價值的“城市SUV”理念，TUCSON一經推出，不僅暢銷韓國和歐美市場，而且很快成為各種國際汽車大獎追逐的新星。
- 台灣上市日期：2005年3月

## 第二代（LM；2009）

### 2008年
- 日內瓦車展的 ix-ONIC概念車首度亮相

- 年底法蘭克福車展即將曝光的ix35，一連串的Hyundai新SUV曝光活動，釣盡車迷的胃口。然而Hyundai原廠在韓國正式為ix35舉辦發表，並定名為Tucson ix，也代表著韓國地區Tucson新紀元的開啟，一個象徵Hyundai動感、摩登新SUV的世代。
- 台灣上市日期：2009年6月

## 第四代（NX4；2020）

第四代Tucson短軸距版（藍色）和長軸距版（綠色）的銷售地點。

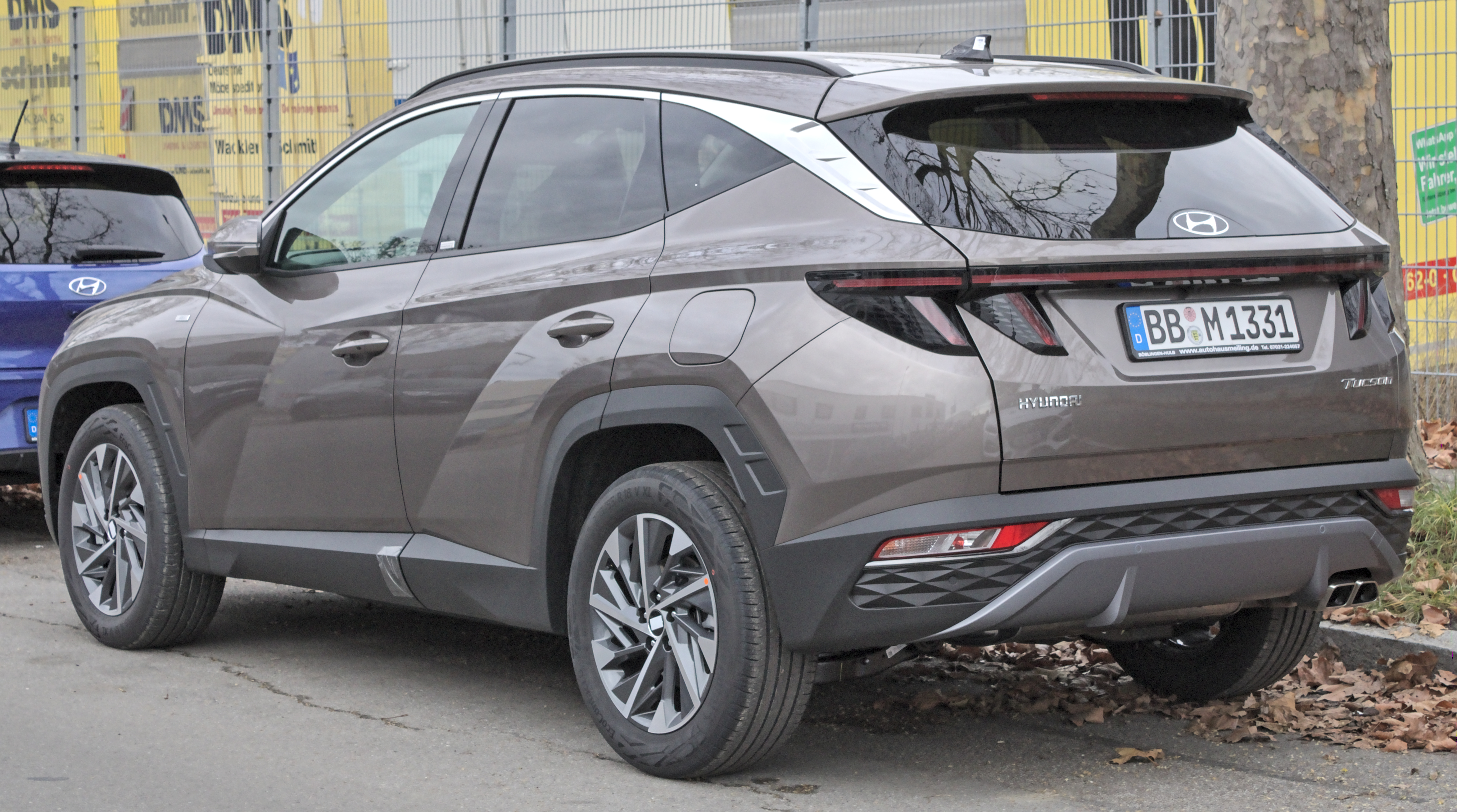
後視圖（歐洲，SWB）
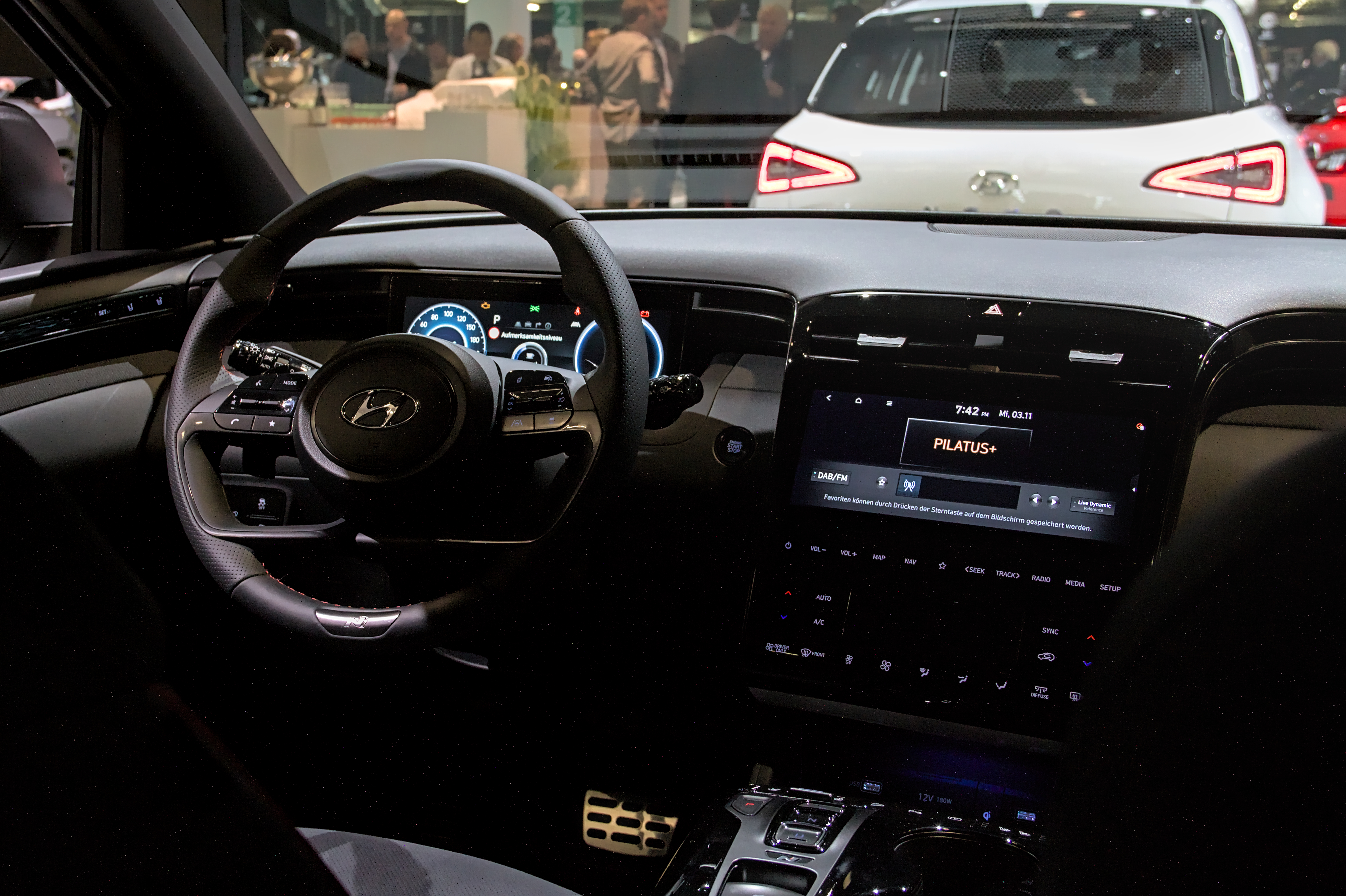
內裝

## 外部連結
- 官方网站